# Bohrbarkeit (Gestein)
Mit Bohrbarkeit definiert man in der Bohrtechnik den Widerstand, nach seiner Art und Größe, mit dem sich ein Gestein dem Eindringen einer Bohrschneide widersetzt. Die Bohrbarkeit ist bei der konventionellen Auffahrung im Berg- und Tunnelbau von großer Bedeutung. Die ersten Untersuchungen über den Arbeitsaufwand beim Gesteinsbohren wurden schon gegen Ende des 19. Jahrhunderts von Rziha und Rosiwal durchgeführt. Durch diese Untersuchungen wurde bereits eine praxistaugliche Klassifikation der Bohrbarkeit von Gesteinen erstellt.

## Grundlagen
Jedes Gestein hat bestimmte Eigenschaften, die man als Gesteinsverhalten bezeichnet. Beurteilt wird das Gesteinsverhalten zum einen durch den aktiven Bohrwiderstand und zum anderen durch den passiven Bohrwiderstand. Der aktive Bohrwiderstand wirkt sich aus durch die Abrasivität des zu bohrenden Materials. Der aktive Bohrwiderstand ist bestimmend für den Verschleiß. Als passiven Eindringwiderstand bezeichnet man den mechanischen Eindringwiderstand. Dieser Widerstand wirkt dem Eindringen entgegen. Da die Bohrbarkeit ein maßgeblicher Faktor für den Verschleiß der Bohrgeräte und für die Vortriebsleistung ist, ist die Kenntnis der jeweiligen Gesteinseigenschaften für die Kalkulation zur Erstellung eines Tunnels oder eines Grubenbaus von großer Wichtigkeit.

## Einflussfaktoren auf die Bohrbarkeit
Die Faktoren, die einen Einfluss auf die Bohrbarkeit haben, lassen sich in drei Bereiche einteilen. Dies sind geologische Faktoren, maschinentechnische Faktoren und der jeweilige Baubetrieb und Arbeitsprozess. Geologische Faktoren sind in erster Linie die Eigenschaften des zu bearbeitenden Gebirges. Hier spielen Gesteinseigenschaften, wie die Einaxiale Druckfestigkeit, die Scherfestigkeit, Einachsige Zugfestigkeit, sowie der Gehalt an schleifbaren Mineralien und die Härte und die Korngröße der gesteinsbildenden Minerale, eine wesentliche Rolle. Die Gesteinshärte hat für die Beurteilung der Bohrbarkeit eines Minerals nur eine untergeordnete Bedeutung. Hier ist die Ausbildung des Gebirges im Gebirgsverband von größerer Bedeutung. Weitere Parameter, die einen Einfluss auf die Bohrbarkeit haben, sind Schichtungen, Klüftungen und Störungszonen. Bei den maschinentechnischen Faktoren spielt die Bohrausrüstung eine wesentliche Rolle. So ist es in erster Linie entscheidend, ob zum Bohren ein Bohrhammer oder eine Drehbohrmaschine verwendet wird. Weitere maschinentechnische Faktoren sind die Kraftübertragung des Bohrgerätes auf das Gestein. Hierbei spielen der Vorschub und die Drehzahl des Bohrgerätes eine wesentliche Rolle. Ein weiterer maschinentechnische Faktor ist die verwendete Bohrkrone. Letztendlich ist der Baubetrieb und Arbeitsprozess auch ein Faktor für die Bohrbarkeit. Hier spielen insbesondere menschliche Faktoren wie Bedienung und Wartung der Bohrgeräte eine Rolle.

## Bewertung der Bohrbarkeit
Anhand von Untersuchungen mit unterschiedlichen Versuchsbedingungen lässt sich die Bohrbarkeit der jeweiligen Gesteine ermitteln. Dabei muss die Bohrbarkeit des jeweiligen Gesteins getrennt nach Bohrverfahren und Bohraufgabe beurteilt werden. Bei der Bewertung der Bohrbarkeit ergeben sich in den einzelnen bohrtechnischen Bereichen große Unterschiede. So ist es ein wesentlicher Unterschied, ob es sich bei einer Bohrung um eine normale Gesteinsbohrung, eine Kernbohrung oder eine Großlochbohrung handelt. Anhand der verwendeten Bohrgeräte lässt sich die Bohrbarkeit in mehrere Bohrbarkeitsstufen einteilen. Dabei haben die einzelnen zu bohrenden Minerale zum Teil gleiche, aber oftmals auch unterschiedliche, Bohrbarkeitsstufen für Hammerbohren und Drehbohren.